# Илову (Мехединци)
Илову (рум. Ilovu) насеље је у Румунији у округу Мехединци у општини Казанешти. Oпштина се налази на надморској висини од 227 m.

## Становништво
Према подацима из 2002. године у насељу је живело 172 становника, од којих су сви румунске националности.